# Bledian Krasniqi
Bledian Krasniqi, né le 17 juin 2001 à Zurich en Suisse, est un footballeur suisse, qui évolue au poste de milieu de terrain au FC Zurich.

## Biographie

### En club
Né à Zurich en Suisse, Bledian Krasniqi est formé par le FC Zurich. Il fait ses débuts en professionnel avec ce club, jouant son premier match le 29 novembre 2018, à l'occasion d'une rencontre de Ligue Europa face à AEK Larnaca. Il entre en jeu à la place d'Antonio Marchesano et son équipe s'incline par deux buts à un.
Le 20 juin 2019 il est prêté pour une saison au FC Wil. Le 19 août 2020, le prêt de Krasniqi au FC Wil est prolongé d'une saison.
De retour au FC Zurich pour la saison 2021-2022, il est sacré champion de Suisse, le club remportant le treizième titre de son histoire.

### En sélection
Bledian Krasniqi est sélectionné avec l'équipe de Suisse des moins de 17 ans pour participer au Championnat d'Europe des moins de 17 ans en 2018, qui a lieu en Angleterre. Il joue les trois matchs de son équipe en tant que titulaire lors de cette compétition, où les jeunes suisses ne parviennent pas à sortir de la phase de groupe.
Avec les moins de 18 ans, Krasniqi joue quatre matchs et marque un but entre 2018 et 2019.
De 2019 à 2020, Krasniqi représente l'équipe de Suisse des moins de 19 ans pour un total de quatre matchs et un but. Il s'illustre lors de sa première sélection, le 5 septembre 2019 contre la Tchéquie en marquant un but, participant à la victoire de son équipe (2-0).
Le 3 septembre 2021, Bledian Krasniqi joue son premier match avec l'équipe de Suisse espoirs, contre Gibraltar. Il entre en jeu à la place de Gabriel Barès et son équipe s'impose par quatre buts à zéro.

## Palmarès
FC Zurich
- Championnat de Suisse (1) :
  - Champion : 2021-22.